# 에스튀에르주

에스튀에르 주

에스튀에르주(프랑스어: Estuaire)는 가봉의 주로 주도는 가봉의 수도인 리브르빌이며 면적은 20,740km2, 인구는 662,028명(2010년 기준)이다. 에스튀에르는 프랑스어로 "하구"를 뜻한다. 서쪽으로는 기니만, 남쪽으로는 무아얭오고웨 주, 남동쪽으로는 오고웨마리팀 주, 동쪽으로는 월뢰은템 주와 접하며 북쪽으로는 적도 기니와 국경을 접한다. 6개 현을 관할한다. 그리고 국기는 없다